# Gaius Acilius Architectus
Gaius Acilius Architectus war ein römischer Architekt. 
Der Sohn des Lucius Acilius Architectus und der Trebinia war in augusteischer Zeit in Chiusi tätig. Seine Urne mit der Grabinschrift wurde an der Via Cimina Ia 3 gefunden, wo sie eingemauert war.